# NCSM Swift Current (J254)
Le NCSM  Swift Current (pennant number J254) (ou en anglais HMCS Swift Current) est un dragueur de mines de la Classe Bangor lancé pour la Royal Canadian Navy (RCN) et qui a servi pendant la Seconde Guerre mondiale.

## Conception
Le Swift Current est commandé dans le cadre du programme de la classe Bangor de 1940-41 pour le chantier naval de Canadian Vickers Limited de Montréal au Québec au Canada. La pose de la quille est effectuée le 1er octobre 1940, le Swift Current est lancé le 29 mai 1941 et mis en service le 11 novembre 1941.
La classe Bangor doit initialement être un modèle réduit de dragueur de mines de la classe Halcyon au service de la Royal Navy,. La propulsion de ces navires est assurée par 3 types de motorisation: moteur diesel, moteur à vapeur à pistons à double ou triple expansions et turbine à vapeur. Cependant, en raison de la difficulté à se procurer des moteurs diesel, la version diesel a été réalisée en petit nombre.
Les dragueurs de mines de classe Bangor version canadienne déplacent 683 tonnes en charge normale . Afin de pouvoir loger les chaufferies, ce navire possède des dimensions plus grandes que les premières versions à moteur diesel avec une longueur totale de 54,9 mètres, une largeur de 8,7 mètres et un tirant d'eau de 2,51 mètres. Ce navire est propulsé par 2 moteurs alternatifs verticaux à triple détente alimentés par 2 chaudières à tubes d'eau à 3 tambours Admiralty et entraînant deux arbres d'hélices. Le moteur développe une puissance de 2 400 chevaux-vapeur (1 790 kW) et atteint une vitesse maximale de 16 nœuds (30 km/h). Le dragueur de mines peut transporter un maximum de 152 tonnes de fioul.
Leur manque de taille donne aux navires de cette classe de faibles capacités de manœuvre en mer, qui seraient même pires que celles des corvettes de la classe Flower. Les versions à moteur diesel sont considérées comme ayant de moins bonnes caractéristiques de maniabilité que les variantes à moteur alternatif à faible vitesse. Leur faible tirant d'eau les rend instables et leurs coques courtes ont tendance à enfourner la proue lorsqu'ils sont utilisés en mer de face.
Les navires de la classe Bangor sont également considérés comme exiguës pour les membres d'équipage, entassant 6 officiers et 77 matelots dans un navire initialement prévu pour un total de 40.

## Histoire

### Seconde Guerre mondiale
Le Swift Current est mis en service le 11 novembre 1941 à Montréal. Arrivé à Halifax, en Nouvelle-Écosse, le 24 novembre, le navire est utilisé comme navire-école de lutte anti-sous-marine (en anglais ASW ou anti-submarine warfare) jusqu'en mai 1942. Ce mois-là, le Swift Current se rend à Pictou, en Nouvelle-Écosse, pour y reprendre ses fonctions de navire-école de lutte anti-sous-marine.
En février 1943, le dragueur de mines est renvoyé à Halifax pour rejoindre la Halifax Force (Force de Halifax), l'unité de patrouille et d'escorte basée à la base des Forces canadiennes Halifax. Il reste au sein de cette unité jusqu'en juin, lorsque le Swift Current se joint à la Gaspé Force (Force de Gaspé) comme escorte de convoi dans la bataille du Saint-Laurent. En septembre 1943, le Swift Current fait partie des navires de guerre déployés dans le cadre de la force canadienne pour mettre fin à l'opération Kiebitz, le plan allemand visant à faire sortir les capitaines de sous-marins allemands (U-Boote) prisonniers de guerre d'un camp au Canada. Le Swift Current a également fait partie de ceux qui ont été envoyés pour intercepter le sous-marin U-536 alors qu'il entrait dans la baie des Chaleurs pour sauver les prisonniers. Le sous-marin aperçoit les navires de guerre avant d'entrer dans le port et interrompt la tentative avant de pouvoir être intercepté.
En novembre 1943, le dragueur de mines retourne à la Halifax Force et reste avec l'unité jusqu'à ce qu'il soit remis en état à Lunenburg (Nouvelle-Écosse), en février 1944. Une fois le carénage terminé, le Swift Current est transféré à la Newfoundland Force (Force de Terre-Neuve), la force de patrouille et d'escorte basée à Saint-Jean de Terre-Neuve, et reste avec ce groupe jusqu'en juin 1945. De juin à octobre, le navire de guerre remplit diverses fonctions le long de la côte atlantique du Canada.

### Après-guerre
Le Swift Current est désarmé le 23 octobre 1945 à Sydney (Nouvelle-Écosse) et mis en sommeil à Shelburne (Nouvelle-Écosse). En 1946, le dragueur de mines est amené à Sorel, au Québec, et placé en réserve stratégique.
Il est repris par la Marine royale canadienne en 1951 pendant la guerre de Corée, et reçoit un nouveau numéro de coque (Pennant number) FSE 185 et a été redésigné comme escorte côtière,. Le navire de guerre n'est jamais remis en service et est vendu à la Marine turque le 29 mars 1958.
Rebaptisé TCG Bozcaada (TCG pour Türkiye Cumhuriyeti Gemisi ou Navire de la République de Turquie), le navire reste en service jusqu'en 1971, date à laquelle il est démantelé pour être mis à la ferraille en Turquie,.

### Honneurs de bataille
- Atlantic 1943-1944
- Gulf of St. Lawrence 1944

### Participation auxconvois
Le Swift Current a navigué avec les convois suivants au cours de sa carrière:
1. Convoi HX 235
2. Convoi HX 290
3. Convoi ON 175
4. Convoi ON 243

### Commandement
- Lieutenant Commander (Lt.Cdr.) Albert George King (RCNR) du 30 septembre 1941 à 18 avril 1942
- T/Lieutenant (T/Lt.) Ian Hunter Bell (RCNVR) du 19 avril 1942 au 27 septembre 1942
- T/Lieutenant (T/Lt.) John Evelyn (RCNR) du 28 septembre 1942 au 7 avril 1944
- Lieutenant (Lt.) Kenneth David Health (RCNVR) du 8 avril 1944 au 13 mai 1945
- T/Lieutenant (T/Lt.) John Newby Fraser (RCNVR) du 14 mai 1945 au 26 juillet 1945
- T/Lieutenant (T/Lt.) Philip Joseph Laurence (RCNR) du 27 juillet 1945 au 23 octobre 1945

Notes:
RCNR: Royal Canadian Naval Reserve
RCNVR: Royal Canadian Naval Volunteer Reserve 